# Cetina (rzeka)
Cetina – rzeka w Chorwacji mająca źródła w okolicach miejscowości o tej samej nazwie w Górach Dynarskich, na wysokości 385 m n.p.m. Ma długość 105 km, powierzchnia dorzecza – 3700 km². Na prawie całej długości jest kręta i rwąca co sprzyja uprawianiu raftingu. Przedziera się przez potężny masyw Mosor, tworząc głęboki i malowniczy kanion. Do Adriatyku uchodzi przełomem w miejscowości Omiš.

## Historia
U ujścia Cetiny mieściło się w VII – XI wieku państwo plemienne słowiańskiego ludu Narentan, znanego z uprawiania piractwa morskiego. 

## Galeria

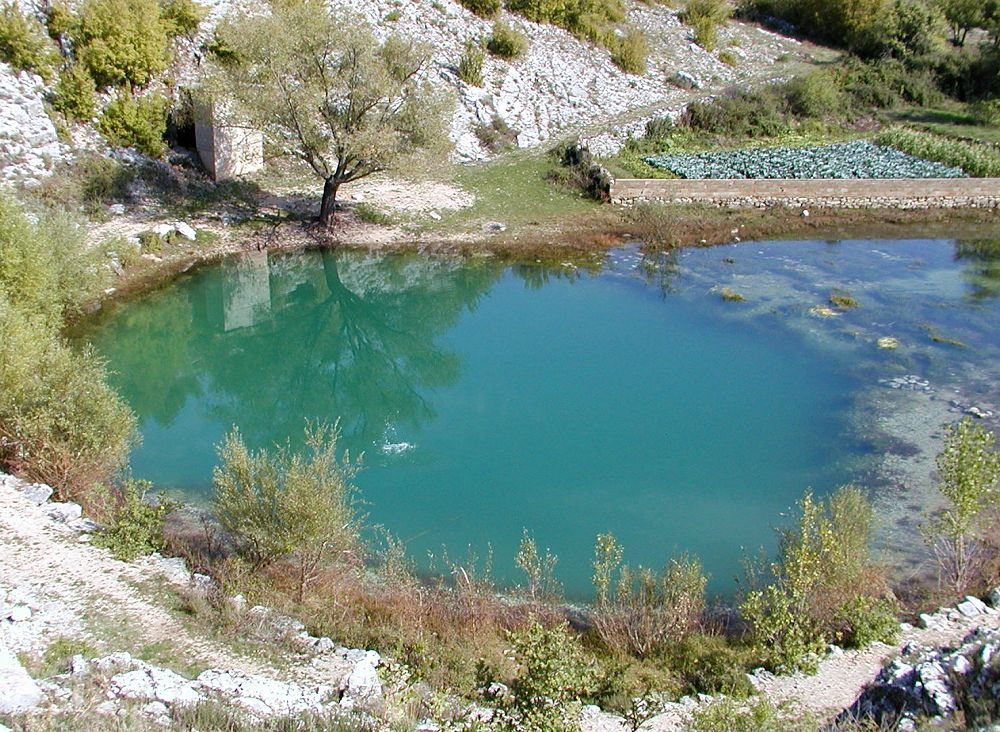
Źródło Cetiny
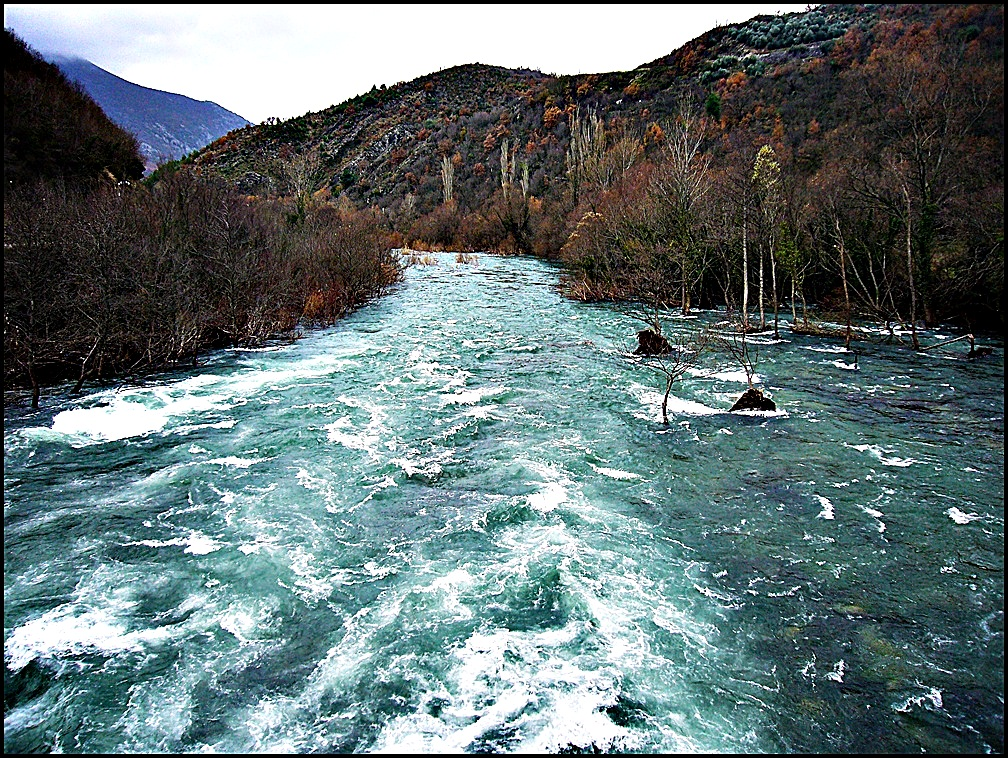
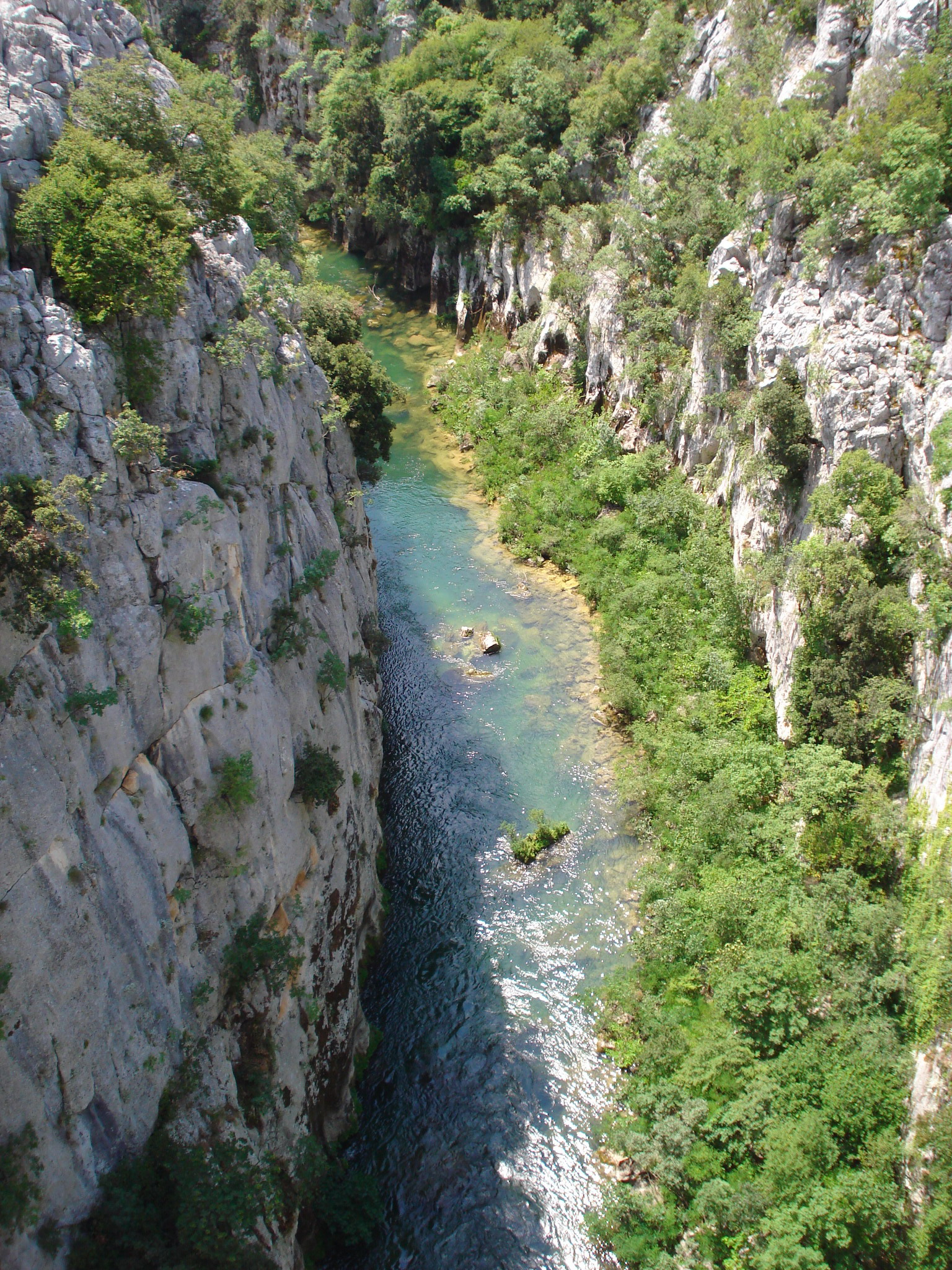
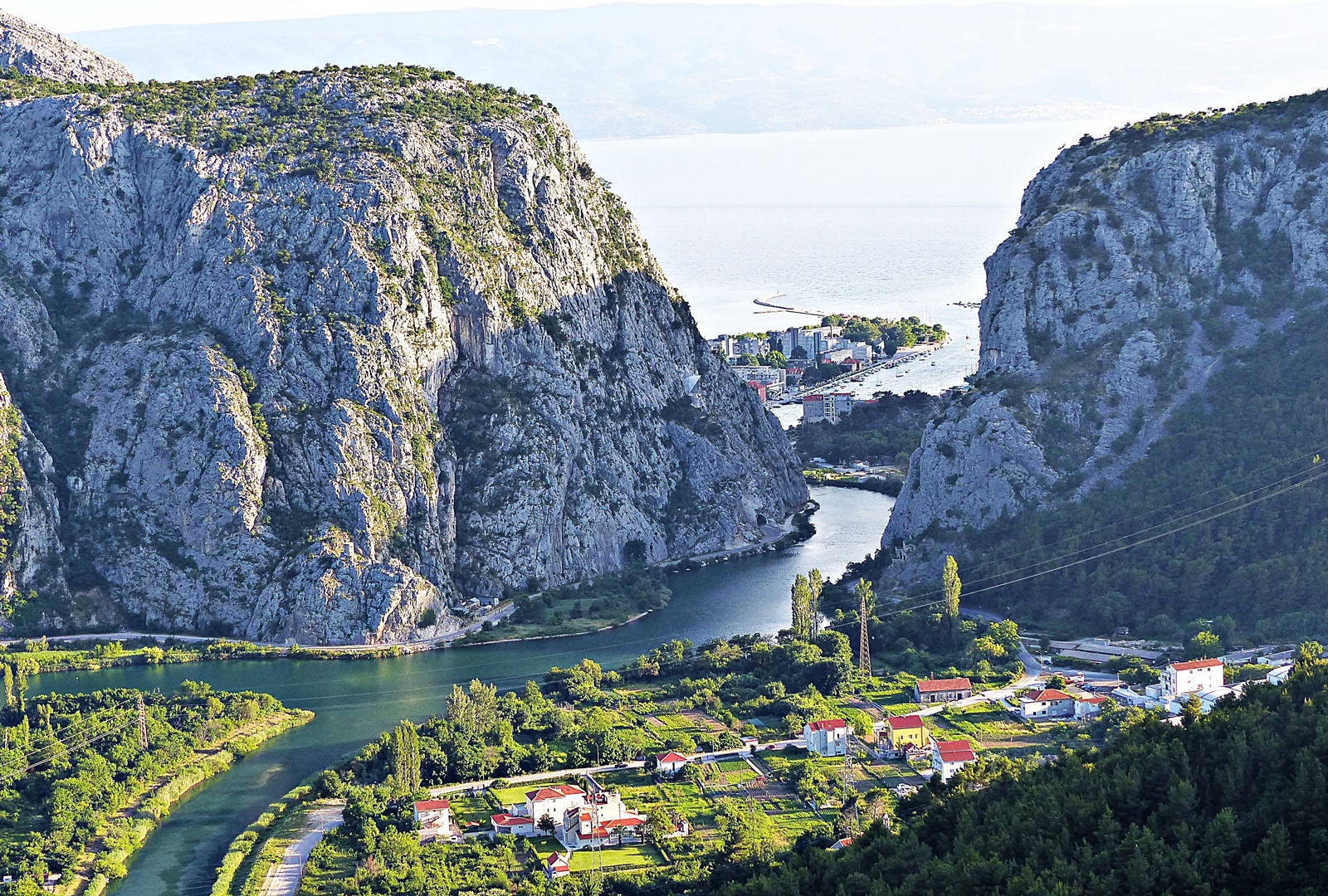
Przełom w Omiszu